# Большой Ярходон
Большо́й Ярходо́н (также Большой Яркодон, Большой Коркодон) — река в России, протекающая по Среднеканскому району Магаданской области, правый приток Коркодона. Длина реки — 239 км, площадь водосборного бассейна — 3750 км².
Река берет начало на южных склонах Юкагирского плоскогорья, почти на границе со Среднеколымским улусом Якутии, на высоте около 500 м над уровнем моря. На всём своём протяжении течёт преимущественно на юг, по холмистой местности с преобладанием лиственницы. В среднем течении русло расширяется до 23-28 м. Поселения на берегах отсутствуют. Русло участками заболочено, меандрирует. Впадает в Коркодон несколькими рукавами по правому берегу на отметке менее 108 м над уровнем моря в 48 км от его устья, выше впадения Пунгали. Ширина в низовьях — 25 м при глубине 0,9 м; скорость течения перед устьем составляет 0,8 м/с. 

## Основные притоки
Указаны поименованные притоки длиной 30 км и более.
| Название      | Расстояние от устья | Длина | Положение |
| ------------- | ------------------- | ----- | --------- |
| Малый Ярходон | 17                  | 79    | правый    |
| Сестра        | 148                 | 30    | правый    |
| Академик      | 186                 | 39    | правый    |
| Отец          | 214                 | 33    | левый     |

## Данные водного реестра
По данным государственного водного реестра России и геоинформационной системы водохозяйственного районирования территории РФ, подготовленной Федеральным агентством водных ресурсов:
- Бассейновый округ — Анадыро-Колымский
- Речной бассейн — Колыма
- Речной подбассейн — Колыма до впадения Омолона
- Водохозяйственный участок — Колыма от впадения реки Сеймчан до водомерного поста ГМС Коркодон
- Код водного объекта — 19010100312119000029589